# Breu Branco
Breu Branco är en kommun i Brasilien.   Den ligger i delstaten Pará, i den centrala delen av landet, 1 300 km norr om huvudstaden Brasília. Antalet invånare är 52 497.
Omgivningarna runt Breu Branco är huvudsakligen savann. Runt Breu Branco är det glesbefolkat, med 8 invånare per kvadratkilometer.